# Rainer Fremdling
Rainer Fremdling (* 16. Januar 1944 in Laasdorf) ist ein deutscher Wirtschaftswissenschaftler und Wirtschafts- und Sozialhistoriker.

## Leben
Fremdling studierte zwischen 1964 und 1973 Wirtschaftswissenschaften an der Universität Münster und promovierte 1974 zum Dr. rer. pol. Zwischen 1970 und 1981 war er wissenschaftlicher Assistent am Institut für Wirtschafts- und Sozialgeschichte von Richard H. Tilly, wo er sich auch 1983 habilitierte. Von 1987 bis 2006 war er Ordentlicher Professor für Volkswirtschaftslehre (Wirtschafts- und Sozialgeschichte) an der wirtschaftswissenschaftlichen und an der geisteswissenschaftlichen Fakultät der Reichsuniversität Groningen. Seit Mai 2004 bis einschließlich April 2013 war er Forschungsprofessor am DIW, anschließend wurde er dort Research Fellow.

## Werk
Große Bedeutung haben vor allem Fremdlings kliometrische Arbeiten zur Eisenbahngeschichte, insbesondere seine 1975 publizierte Dissertation über „Eisenbahnen und deutsches Wirtschaftswachstum“, die 1985 in einer aktualisierten und erweiterten Ausgabe erneut gedruckt wurde. Aufgrund ihrer Methodik – Fremdling führte als erster die New Economic History in Deutschland ein und überprüfte zugleich Hypothesen von Albert O. Hirschman und der nationalökonomischen Infrastrukturtheorie – gilt diese Arbeit, die im Grenzbereich von Wirtschafts- und Geschichtswissenschaft angesiedelt ist, als methodisch bahnbrechend. In ihr bestätigte Fremdling quantitativ den bereits zuvor geäußerten Befund, dass die Eisenbahn entscheidende Impulse für die Durchsetzung der Industrialisierung in Deutschland gehabt habe. Zugleich widerlegte er für Deutschland die von Robert Fogel ausgegangene kontrafaktische These, dass die wirtschaftliche Entwicklung eines Landes auch ohne den Bau von Eisenbahnen nur unter Nutzung von Wasserwegen und Fuhrwerken ähnlich der tatsächlichen Entwicklung hätte verlaufen können; eine Meinung, die mittlerweile von der großen Mehrheit der Historiker geteilt wird.

## Publikationen (Auswahl)
- The Dutch Transportation System in the Nineteenth Century. In: De Economist. Band 148, Nr. 4, 2000, S. 521–537, doi:10.1023/A:1004197028565.
- The Prussian and Dutch Railway Regulations in the Nineteenth Century. In: Lena Andersson-Skog, Olle Krantz (Hrsg.): Institutions in the Transport and Communications Industries. State and Private Actors in the Making of Industrial Patterns, 1850–1990. Science History Publications, Canton MA 1999, ISBN 0-88135-201-2, S. 61–92.
- Die niederländischen Eisenbahnen und ihr deutsches Hinterland 1853–1938. In: Hans-Jürgen Gerhard (Hrsg.): Struktur und Dimension. Festschrift für Karl Heinrich Kaufhold zum 65. Geburtstag. Band 2: Neunzehntes und zwanzigstes Jahrhundert (= Vierteljahrschrift für Sozial- und Wirtschaftsgeschichte. Beihefte. 133). Steiner, Stuttgart 1997, ISBN 3-515-07066-4, S. 50–72.
- als Herausgeber mit Ruth Federspiel, Andreas Kunz: Statistik der Eisenbahnen in Deutschland. 1835–1989 (= Quellen und Forschungen zur Historischen Statistik von Deutschland. 17). Scripta-Mercaturae, St. Katharinen 1995, ISBN 3-89590-004-4.
- Technologischer Wandel und internationaler Handel im 18. und 19. Jahrhundert. Die Eisenindustrien in Grossbritannien, Belgien, Frankreich und Deutschland (= Schriften zur Wirtschafts- und Sozialgeschichte. 35). Duncker und Humblot, Berlin 1986, ISBN 3-428-06042-3 (Zugleich: Münster (Westfalen), Universität, Habilitations-Schrift, 1983).
- Eisenbahnen und deutsches Wirtschaftswachstum 1840–1879. Ein Beitrag zur Entwicklungstheorie und zur Theorie der Infrastruktur (= Untersuchungen zur Wirtschafts-, Sozial- und Technikgeschichte. 2). Gesellschaft für Westfälische Wirtschaftsgeschichte, Dortmund 1975, ISBN 3-921467-28-4 (Zugleich: Münster (Westfalen), Universität, Dissertation, 1974; 2., erweiterte Auflage. ebenda 1985, ISBN 3-925227-25-3).